# 弗拉基米尔·米亚西舍夫
弗拉基米尔·米哈伊洛维奇·米亚西舍夫 (俄语：Владимир Михайлович Мясищев，1902年9月28日—1978年10月14日），苏联飞机设计师。

## 生平
1902年生于一个商业职员家庭。1918年从叶夫列莫夫实科学校毕业。
1920年入读莫斯科高等技术学校。1923年在校时即在中央空气流体动力学研究院，跟随克里莫夫做苏联第一代航空发动机设计。后在苏联空军科学试验机场从事设计工作。1926年毕业后追随安德烈·图波列夫从事飞机设计。1930年随图波列夫进入新建立的中央航空发动机研究院（ЦИАМ/基阿姆）。参与了TB-1、TB-3、图波列夫ANT-20“马克西姆·高尔基”重型轰炸机的机翼设计。图波列夫设计局独立后，负责试验飞机设计。1937年作为鲍里斯·巴甫洛维奇·里苏诺夫的助手，到美国参加把道格拉斯DC-3设计图纸翻译为俄文，仿制里蘇諾夫Li-2，改进设计工艺。
1937年在大肃反中被捕，在位于莫斯科的内务部第29中央设计局工作，协助弗拉基米尔·佩特利亚科夫设计Pe-2轟炸機。1940年组建了自己的设计室，设计了快速远程高空轰炸机ДВБ-102。该机速度620公里/小时、升限11500米、航程4000公里、载弹量4吨，前三点起落架、增压座舱、双垂尾；苏德战争爆发后，在后方疏散工厂制造了2家原型机。1942年，接任牺牲的弗拉基米尔·佩特利亚科夫，出任Пе—2俯冲轰炸机工厂主任设计师，主持设计了Пе-2B、Пе-2I、Пе-2M等8个改进型号。还设计了DIS远程护航战斗机（机内油航程1700km，副油箱航程4000km）。1944年夏推出了DB-108前线轰炸机（由米哈伊尔·库兹米奇·杨格尔任首席设计师）。1944年被授予少将军事工程师军衔、荣获苏沃洛夫二级勋章。1945年底，米亚西舍夫领导的设计局推出四发喷气式轰炸机РБ-17，使用德国的РД-10发动机，速度达800 km/h。 
由于设计局被解散，1946年至1951年任莫斯科航空学院学术负责人，后为院长。1947获得教授职称。
1951年创建米亚西舍夫设计局（OKB-23），为首席设计师。负责设计了米亚-4战略轰炸机、米亚 3M战略轰炸机、核动力的M-50轟炸機。
1960年米亚西舍夫设计局解散，任中央空气流体动力学研究院院长。
1967年至1978年重新组建试验机器制造厂任首席飞机设计师。负责设计了VM-T驮载式运输机、米亚-17高空侦察机。
1953年加入苏联共产党。曾获社会主义劳动英雄（1957年），技术科学博士（1959年），苏俄功勋科技工作者（1972年）等荣誉。